# Белоиваненко, Михаил Иванович

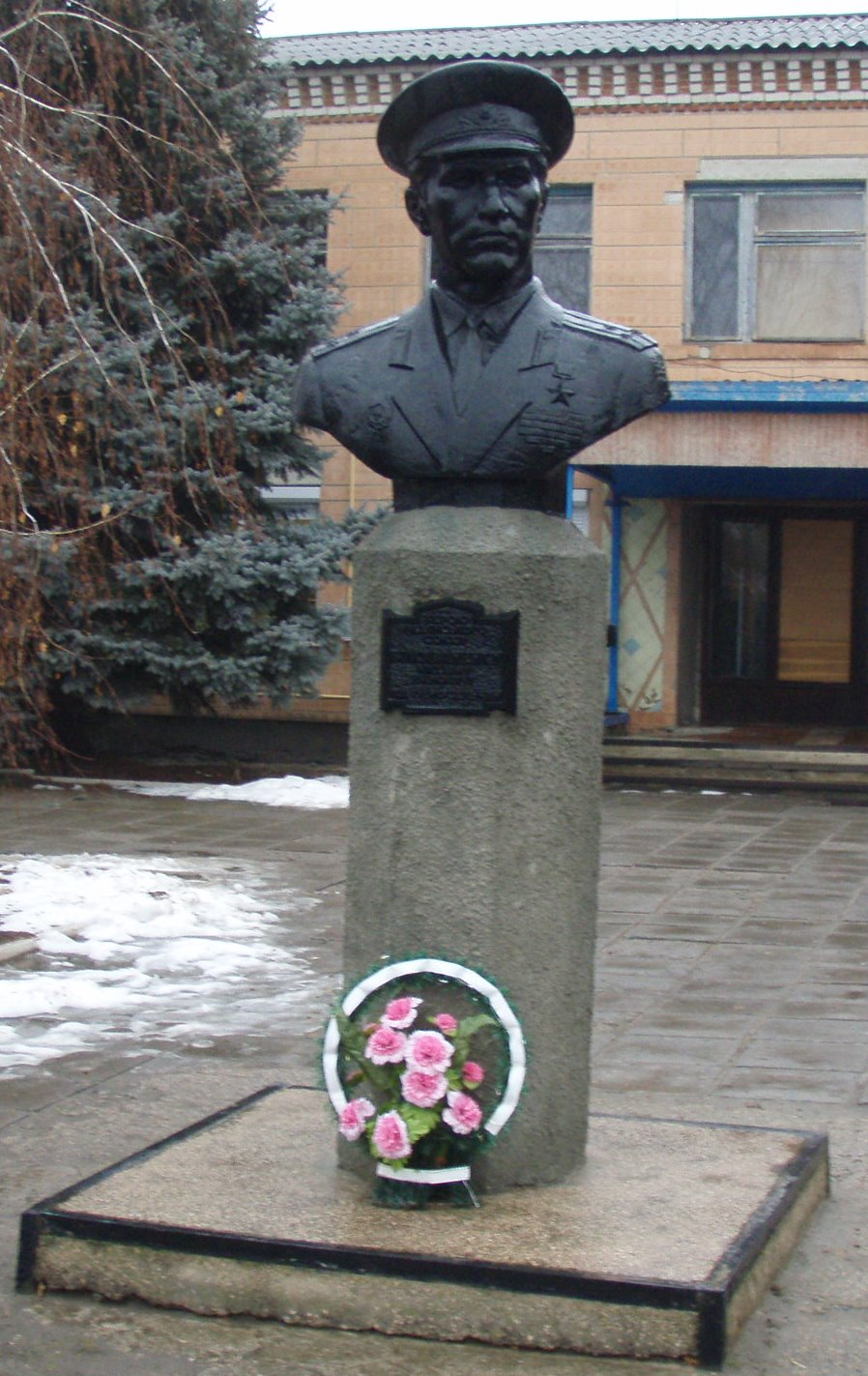
Бюст Белоиваненко в Меловатке

Михаи́л Ива́нович Белоива́ненко (8 ноября 1923 года — 3 марта 2001 года) — участник Великой Отечественной войны, командир телефонного отделения 133-го гвардейского отдельного батальона связи 25-го гвардейского стрелкового корпуса 7-й гвардейской армии Степного фронта, гвардии сержант.
Герой Советского Союза (26.10.1943), полковник запаса (с 1974 года).

## Биография
Родился 8 ноября 1923 года в селе Меловатка ныне Сватовского района Луганской области Украины в крестьянской семье. Украинец. В 1938 году окончил 7 классов Меловатской средней школы, в 1940 году — фабрично-заводское училище в городе Лисичанске Луганской области. Работал аппаратчиком-химиком на Лисичанском содовом заводе имени В. И. Ленина.
В Красную армию призван в мае 1942 года и был направлен на фронт. Сражался на Сталинградском, Воронежском, Степном и 2-м Украинском фронтах. Принимал участие в боях за Сталинград, в Курской битве, в освобождении Украины.
Командир телефонного отделения 133-го гвардейского отдельного батальона связи (25-й гвардейский стрелковый корпус, 7-я гвардейская армия, Степной фронт) гвардии сержант Михаил Белоиваненко в ночь на 25 сентября 1943 года в числе первых переправился в лодке на правый берег реки Днепр в районе села Бородаевка Верхнеднепровского района Днепропетровской области Украины.
Отразив вражеские контратаки, связисты отделения гвардии сержанта Белоиваненко установили качественную и бесперебойную телефонную связь со штабом корпуса.
Указом Президиума Верховного Совета СССР от 26 октября 1943 года за образцовое выполнение боевых заданий командования на фронте борьбы с немецко-фашистскими захватчиками и проявленные при этом мужество и героизм, гвардии сержанту Белоиваненко Михаилу Ивановичу присвоено звание Героя Советского Союза с вручением ордена Ленина и медали «Золотая Звезда» (№ 1354).
В феврале 1944 года был отозван с фронта и направлен на учёбу в Мурманское училище связи. В 1946 году стал членом ВКП(б). В 1946 году окончил дважды Краснознамённое Киевское училище связи имени М. И. Калинина, в 1969 году — академические курсы при Военной академии имени М. В. Фрунзе, а в 1966 году — заочное отделение Киевского политехнического института. С 1974 года полковник М. И. Белоиваненко — в запасе, а затем в отставке.
Жил в городе Киеве. Работал старшим инженером комбината «Киевсельстрой». Скончался 3 марта 2001 года.

## Награды
- Медаль «Золотая Звезда» Героя Советского Союза (№ 1354)
- Орден Ленина
- Орден Отечественной войны I степени
- Орден Красной Звезды
- Медали, в том числе:
  - Медаль «За победу над Германией в Великой Отечественной войне 1941—1945 гг.»
  - Юбилейная медаль «Двадцать лет Победы в Великой Отечественной войне 1941—1945 гг.»
  - Юбилейная медаль «Тридцать лет Победы в Великой Отечественной войне 1941—1945 гг.»
  - Юбилейная медаль «Сорок лет Победы в Великой Отечественной войне 1941—1945 гг.»

## Память
В 1998 г. на родине героя в селе Меловатка установлен памятник скульптура-бюст (скульптор Редькин А.А., архитектор Головченко Т.Т.).